# Ophiodes intermedius
Ophiodes intermedius är en ödleart som beskrevs av  George Albert Boulenger 1894. Ophiodes intermedius ingår i släktet Ophiodes och familjen kopparödlor. Inga underarter finns listade i Catalogue of Life.
Arten förekommer i Bolivia, Paraguay, Uruguay och norra Argentina. Honor lägger inga ägg utan föder levande ungar.